# Cyphocharax voga
Cyphocharax voga es una especie de peces de la familia Curimatidae en el orden de los Characiformes.

## Morfología
Los machos pueden llegar alcanzar los 19,6 cm de longitud total.

## Hábitat
Vive en zonas de clima tropical.

## Distribución geográfica
Se encuentran en Sudamérica:  cuencas de los ríos  Paraná y  Paraguay, ríos costeros de Río Grande del Sur y del sur de Santa Catarina (Brasil), Uruguay, la región de Buenos Aires y los ríos que desembocan en el estuario del río de La Plata.